# Bande (Sport)
Die Bande ist bei mehreren Sportarten der Begriff für die Einfassung des Spielfeldes. Die Sportgeräte dürfen die Bande berühren und prallen in einem vorhersehbaren Winkel wieder von ihr ab. Dieser Umstand wird oft in Spielzüge mit eingebaut. So unterschiedlich wie die Sportarten und ihre Regeln sind, kann auch das Material und die Höhe der Bande voneinander abweichen. Die Befestigungen und Verankerungen sollte so angebracht und außerhalb des Spielfeldes sein, dass sie kein Verletzungsrisiko für die Spieler darstellen und den Spielfluss nicht durch zusätzlich Hindernisse stören.
Die Bande dient über die Nutzung als Teil des Spielfelds hinaus auch als Werbemittel. Man spricht dabei von Bandenwerbung. In vielen Sportarten ist dies der eigentliche Zweck der Bande geworden, da sie dort kein Teil des Spielfeldes ist und für den Spielbetrieb nicht benötigt wird. Prominentestes Beispiel ist der Fußballsport. 

## Billard
Beim Billard ist die Bande aus flexiblem Bandengummi und mit Filz überzogen. Die Höhe und Positionierung der Bande hängt von der Billard-Art ab, da die Bälle unterschiedliche Durchmesser haben, beim Poolbillard 57,2 mm bei Karambolage 61,5 mm.

## Cageball
Beim Cageball, einer Variante des Hallenfußballs, wird das Spielfeld von einer ein Meter hohen Bande umrahmt, oberhalb ist ein Netz angebracht. Es gibt auch mobile Cageballanlagen mit denen auf Straßen oder Plätzen gespielt werden kann.

## Eishockey

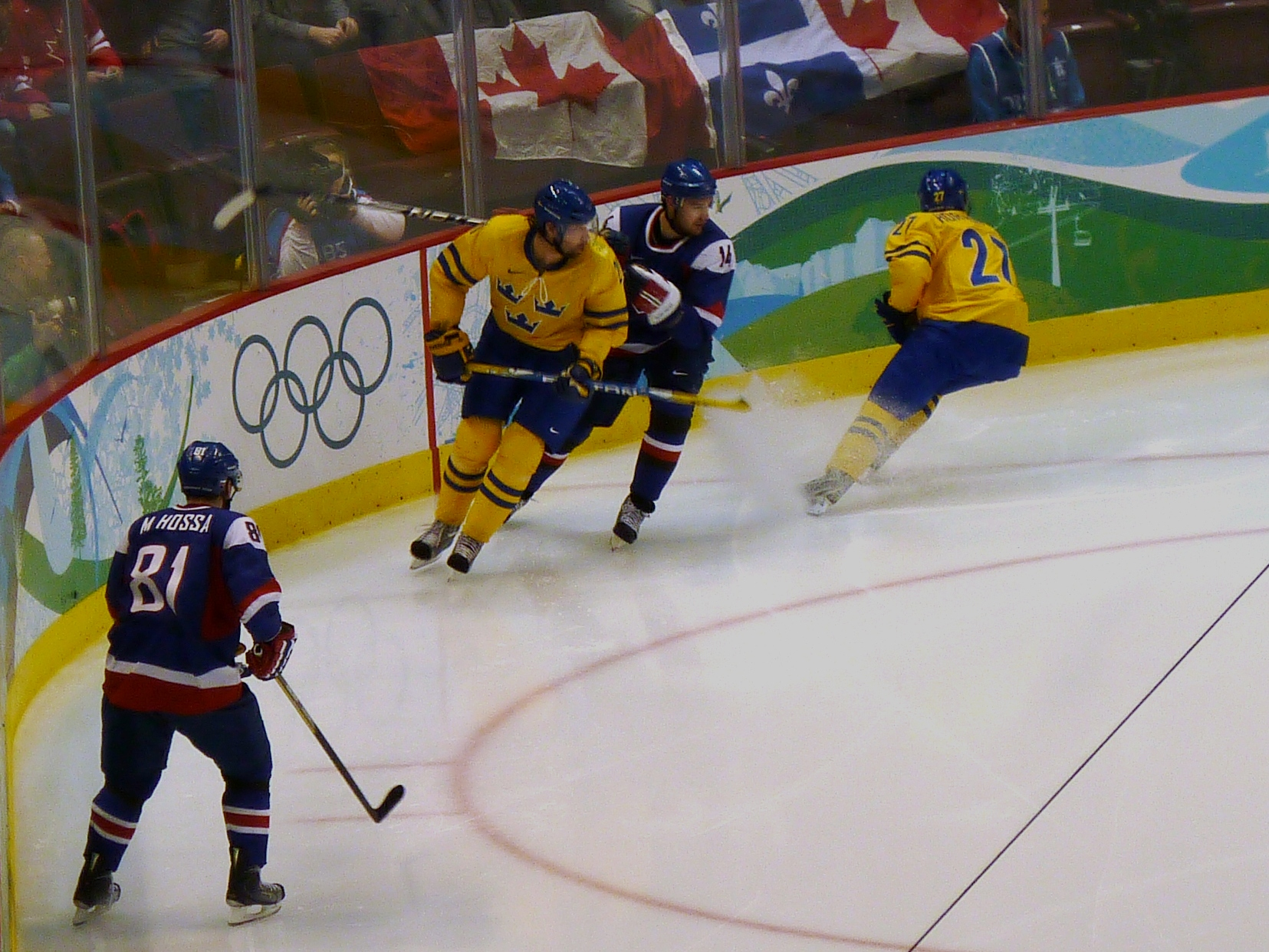
Die runden Ecken der Banden im Eishockey

Beim Eishockey ist das Spielfeld ist von einer ca. 1,20 m hohen Bande aus Holz oder Kunststoff umgeben, auf die eine Schutzglasscheibe aufgesetzt ist. Grundsätzlich wird zwischen Einfach- und Doppelrumpfkonstruktionen unterschieden, welche beide am unteren Rand eine Stoßkante vorweisen müssen. Das Material der Bande muss den Aufprall eines mit 160 km/h heranfliegenden Pucks unbeschadet überstehen können.

## Hallenfußball
Die Regeln beim Hallenfußball erfordern mindestens ein Meter hohe festverankerte Banden. Beim Futsal hingegen werden keine Banden verwendet.

## Blindenfußball
Im Blindenfußball, der sowohl in der Halle als auch im Freien gespielt wird, sind die Banden 1 bis 1,2 m hoch.

## Minigolf
Beim Minigolf besteht die Bahnbegrenzung aus Flacheisen- bzw. Rohrbanden. Die Bande muss nicht wesentlich höher als der Hartgummiball sein, 5 cm reichen aus.

## Pit-Pat
Beim Pit-Pat, einer Mischung aus Billard und Minigolf, muss die Bande nicht wesentlich höher als der Hartgummiball sein, 5 cm reichen aus.

## Tischball
Beim Tischball ist die Bande 14 cm hoch. Sie ist an den Ecken abgerundet und auf zwei Seiten durch Tortaschen unterbrochen.

## Slamball
Slamball ist eine spektakulärer aussehende Variante des Basketball. Dabei wird das Spielfeld durch meterhohe Wände aus Acrylglas begrenzt, die als Bande für den Basketball benutzt werden dürfen.

## Hallenhockey
Hallenhockey ist eine Variante des Hockey, die hauptsächlich im mitteleuropäischen Raum (Deutschland, Schweiz, Österreich, Frankreich) verbreitet ist. Das Spielfeld misst ca. 20 m × 40 m und wird an den Längsseiten von einer rund 10 cm hohen Bande begrenzt. Die Bande besteht aus meist hölzernen Einzelsegmenten von ca. 10 cm × 10 cm und rund 3 m Länge, die mit Verbindern gekoppelt sind. Die Bande ist nicht mit dem Boden fest verankert, sondern soll sich im Falle von Stürzen verschieben bzw. nachgeben können, um so das Verletzungsrisiko für die Spieler zu mindern. Nach einem Spiel kann die Bande in handlichen Einzelteilen zerlegt auf speziellen Transportwagen z. B. in Geräteräumen verstaut werden.

## Unihockey

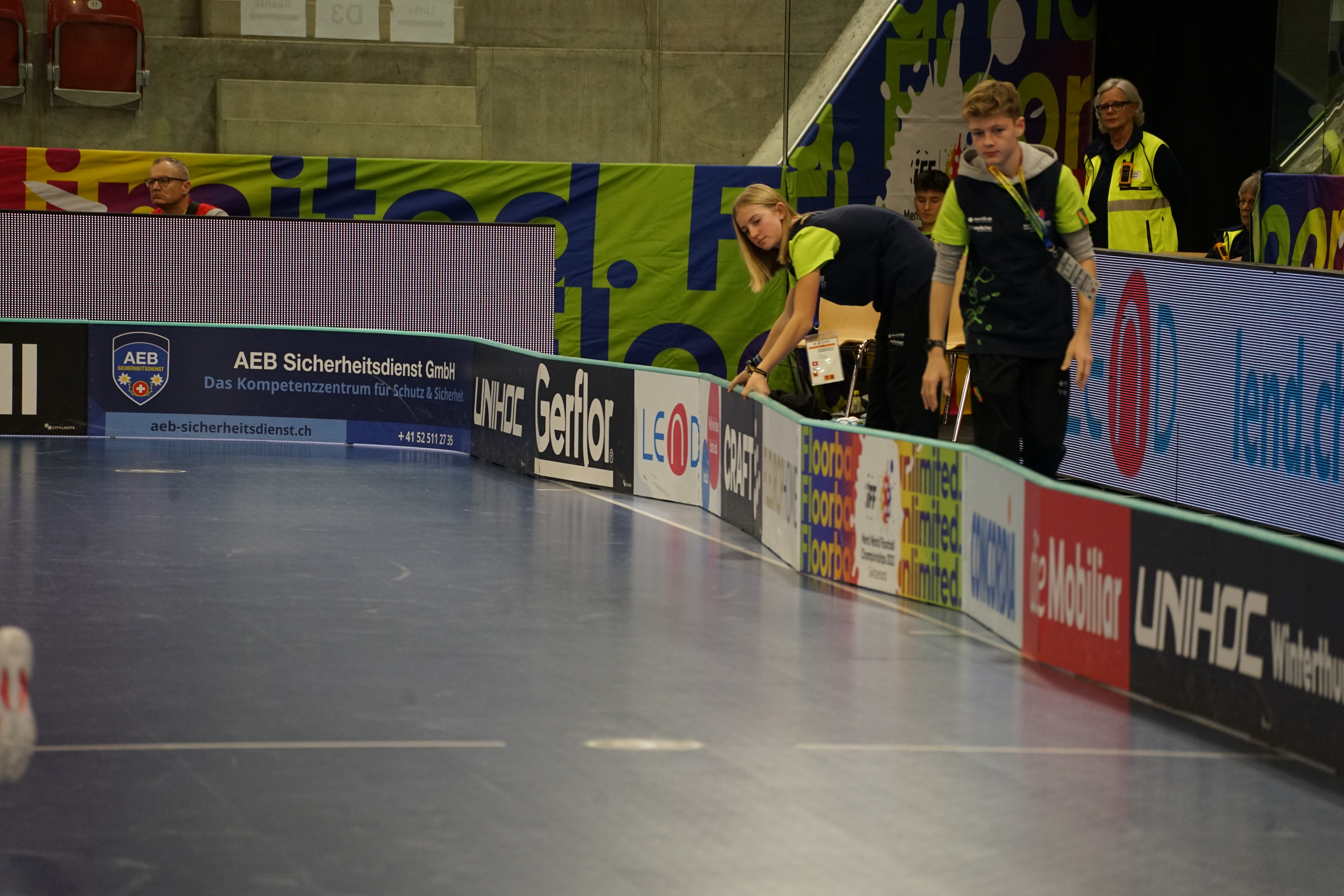
Nachrichten der beweglichen Banden in einem Unihockeyspiel

Unihockey ist eine aus dem Hockey und Eishockey bzw. Bandy abgeleitete neue Sportart, bei der in der Regel eine Bande aus Holz-, Metall- oder Faserverbundwerkstoffen zur Umrandung des Spielfeldes mit einer Höhe von 50 cm verwendet wird. Es wird unterschieden zwischen einer Kleinfeld- (16 m × 28 m) und einer Großfeldbande (20 m × 40 m). Die Bande besteht aus Einzelsegmenten (z. B. 2 m lang), die mit elastischen Verbindern gekoppelt sind. Die Bande ist nicht mit dem Boden fest verankert, sondern soll im Falle von Stürzen sich verschieben bzw. nachgeben können, um so das Verletzungsrisiko für den Unihockeyspieler zu mindern. Die Bande ist ein durch die IFF zertifiziertes Sportgerät für den Unihockeysport. Die Bande kann für Werbemaßnahmen mit Folien oder Schriftzügen vollflächig beklebt werden.